# کشته‌شدن فرشته احمدی
فرشته احمدی (درگذشتهٔ ۵ آبان ۱۴۰۱) شهروند ایرانی ساکن مهاباد بود که در ۵ آبان ۱۴۰۱ در جریان خیزش ۱۴۰۱ ایران با شلیک مستقیم نیروهای حکومت جمهوری اسلامی کشته شد. گلوله به قفسه سینه وی اصابت کرده بود.

## کشته‌شدن
به روایت برخی منابع از جمله سازمان هه‌نگاو فرشته احمدی روز پنجم آبان در جریان اعتراضات سراسری ایران با شلیک مستقیم نیروهای حکومت جمهوری اسلامی کشته شد. حکومت جمهوری اسلامی مدعی شد او نه در جریان اعتراضات ضدحکومتی بلکه بر اثر شلیک گلوله در خانه خود کشته شده است. ابراهیم احمدی، برادر فرشته احمدی، نیز اعلام کرده است او با گلوله مأموران امنیتی در جریان اعتراضات مهاباد کشته شده است.

## خاکسپاری
فرشته احمدی در روستای حمزه آباد، از روستاهای اطراف مهاباد، به خاک سپرده شد.
تصویر گریه دخترش بر سر مزار مادر واکنش‌های جهانی دربرداشت. زهره خالقی، کاپیتان پیشین تیم ملی بسکتبال زنان ایران خطاب به دختر خردسال فرشته احمدی نوشت: «گریه نکن فرشته کوچولو مامانت تو بهشت تنها نیست. مهرشاد داره براش پیتزا درست می‌کنه، نیکا داره براش سلطان قلب‌ها می‌خونه، مهسا و سارینا هم براش می‌رقصن.»